# Diga di Gödet
La diga di Gödet è una diga della Turchia. Si trova nella provincia di Karaman. Il fiume emissario passa attraverso Karaman e sfocia nel fiume Delıçay (fiume folle) canalizzato nella piana circostante, le cui acque si perdono nel lago endoreico praticamente secco, chiamato Akgöl (lago bianco) a 18 km a est di Ereğli.

## Fonti
- (EN) Sito dell'agenzia turca delle opere idrauliche, su www2.dsi.gov.tr. URL consultato l'8 agosto 2011 (archiviato dall'url originale il 20 agosto 2008).